# قطب (درویش)
قطب که در لغت به معنی 'محور'، 'محوری" است. همچنین می‌تواند یک اصطلاح فضایی باشد یا اینکه اشاره‌ای به یک نماد معنوی داشته باشد. در تصوف قطب نمادی از یک انسان کامل است که سلسه مراتب مقدس را هدایت می‌کند. قطب رهبری معنوی صوفیان است و از دید پیروانش ارتباط الهی دارد و معارفی که به وی الهام می‌شود را منتقل می‌کند در هر دوره‌ای یک قطب معصوم وجود دارد که مورد اعتماد پیروانش هست و تنها صوفیان  او را می‌شناسند.
"